# Pterocheilus hasdrubal
Pterocheilus hasdrubal är en stekelart som beskrevs av Schm. Pterocheilus hasdrubal ingår i släktet palpgetingar, och familjen Eumenidae. Inga underarter finns listade i Catalogue of Life.